# Lo Telh (Alier)
Le Theil és un municipi francès, situat al departament de l'Alier i a la regió d'Alvèrnia-Roine-Alps. L'any 2007 tenia 400 habitants.

## Demografia

### Població
El 2007 la població de fet de Le Theil era de 400 persones. Hi havia 185 famílies de les quals 73 eren unipersonals (23 homes vivint sols i 50 dones vivint soles), 58 parelles sense fills, 39 parelles amb fills i 15 famílies monoparentals amb fills.
La població ha evolucionat segons el següent gràfic:
Habitants censats

### Habitatges
El 2007 hi havia 265 habitatges, 192 eren l'habitatge principal de la família, 54 eren segones residències i 19 estaven desocupats. 249 eren cases i 15 eren apartaments. Dels 192 habitatges principals, 140 estaven ocupats pels seus propietaris, 48 estaven llogats i ocupats pels llogaters i 4 estaven cedits a títol gratuït; 2 tenien una cambra, 7 en tenien dues, 34 en tenien tres, 57 en tenien quatre i 93 en tenien cinc o més. 125 habitatges disposaven pel capbaix d'una plaça de pàrquing. A 93 habitatges hi havia un automòbil i a 74 n'hi havia dos o més.

### Piràmide de població
La piràmide de població per edats i sexe el 2009 era:
| Homes | Edats   | Dones |
| ----- | ------- | ----- |
| 0     | 95 o +  | 0     |
| 0     | 90 a 94 | 0     |
| 0     | 85 a 89 | 0     |
| 4     | 80 a 84 | 4     |
| 20    | 75 a 79 | 20    |
| 20    | 70 a 74 | 28    |
| 16    | 65 a 69 | 16    |
| 4     | 60 a 64 | 8     |
| 16    | 55 a 59 | 8     |
| 8     | 50 a 54 | 8     |
| 16    | 45 a 49 | 24    |
| 12    | 40 a 44 | 12    |
| 24    | 35 a 39 | 16    |
| 8     | 30 a 34 | 12    |
| 20    | 25 a 29 | 12    |
| 8     | 20 a 24 | 8     |
| 8     | 15 a 19 | 8     |
| 32    | 10 a 14 | 12    |
| 12    | 5 a 9   | 8     |
| 4     | 0 a 4   | 4     |

## Economia
El 2007 la població en edat de treballar era de 251 persones, 176 eren actives i 75 eren inactives. De les 176 persones actives 157 estaven ocupades (97 homes i 60 dones) i 20 estaven aturades (9 homes i 11 dones). De les 75 persones inactives 34 estaven jubilades, 13 estaven estudiant i 28 estaven classificades com a «altres inactius».

### Ingressos
El 2009 a Le Theil hi havia 197 unitats fiscals que integraven 422 persones, la mediana anual d'ingressos fiscals per persona era de 14.059 €.

### Activitats econòmiques
Dels 11 establiments que hi havia el 2007, 2 eren d'empreses de fabricació d'altres productes industrials, 2 d'empreses de construcció, 2 d'empreses de comerç i reparació d'automòbils, 3 d'empreses de serveis, 1 d'una entitat de l'administració pública i 1 d'una empresa classificada com a «altres activitats de serveis».
Dels 4 establiments de servei als particulars que hi havia el 2009, 1 era un taller de reparació d'automòbils i de material agrícola, 1 guixaire pintor, 1 electricista i 1 perruqueria.
L'únic establiment comercial que hi havia el 2009 era una botiga de menys de 120 m².
L'any 2000 a Le Theil hi havia 33 explotacions agrícoles que ocupaven un total de 3.125 hectàrees.

## Equipaments sanitaris i escolars
El 2009 hi havia una escola elemental.

## Poblacions més properes
El següent diagrama mostra les poblacions més properes.